# Spiritualismus (filozofie)
Spiritualismus (z latinského spiritualis — duchovní) je forma idealistické filozofie, podle niž je bytí (svět) duchovní povahy. Spiritualisté uznávají za jedinou substanci duši, ducha; na tělo pak pohlížejí jako na produkt duše. Důraz na intuici v rámci intuicionistického pojetí života kladli spiritualisté typu Maine de Birana, V. Cousina, J. G. F. Ravaissona- Molliena, Boutrouxa. To se stalo východiskem filozofie životního vzmachu Henri Bergsona.